# Ramón de Herrera y Gutiérrez
Ramón de Herrera y Gutiérrez (Mortera, 1850-Madrid, 1896), tercer conde de la Mortera, fue un político español con actividad en Cuba, senador en las Cortes de la Restauración.

## Biografía
Nacido el 26 de agosto de 1850 en la localidad cántabra de Mortera, emigró a la isla de Cuba. En Cuba formó primero parte del partido de la Unión Constitucional y, posteriormente, pasó a ser presidente del partido reformista. Presidente de la Cámara de Comercio de la Habana y coronel de voluntarios, ocupó también la presidencia del Casino Español de La Habana y llegó a ser senador en las Cortes de la Restauración. Fallecido en Madrid el 26 de marzo de 1896, era sobrino del primer conde de la Mortera, Ramón de Herrera y Sancibrián. Estuvo casado con Manuela de Herrera.